# Eyâlet Anatolien

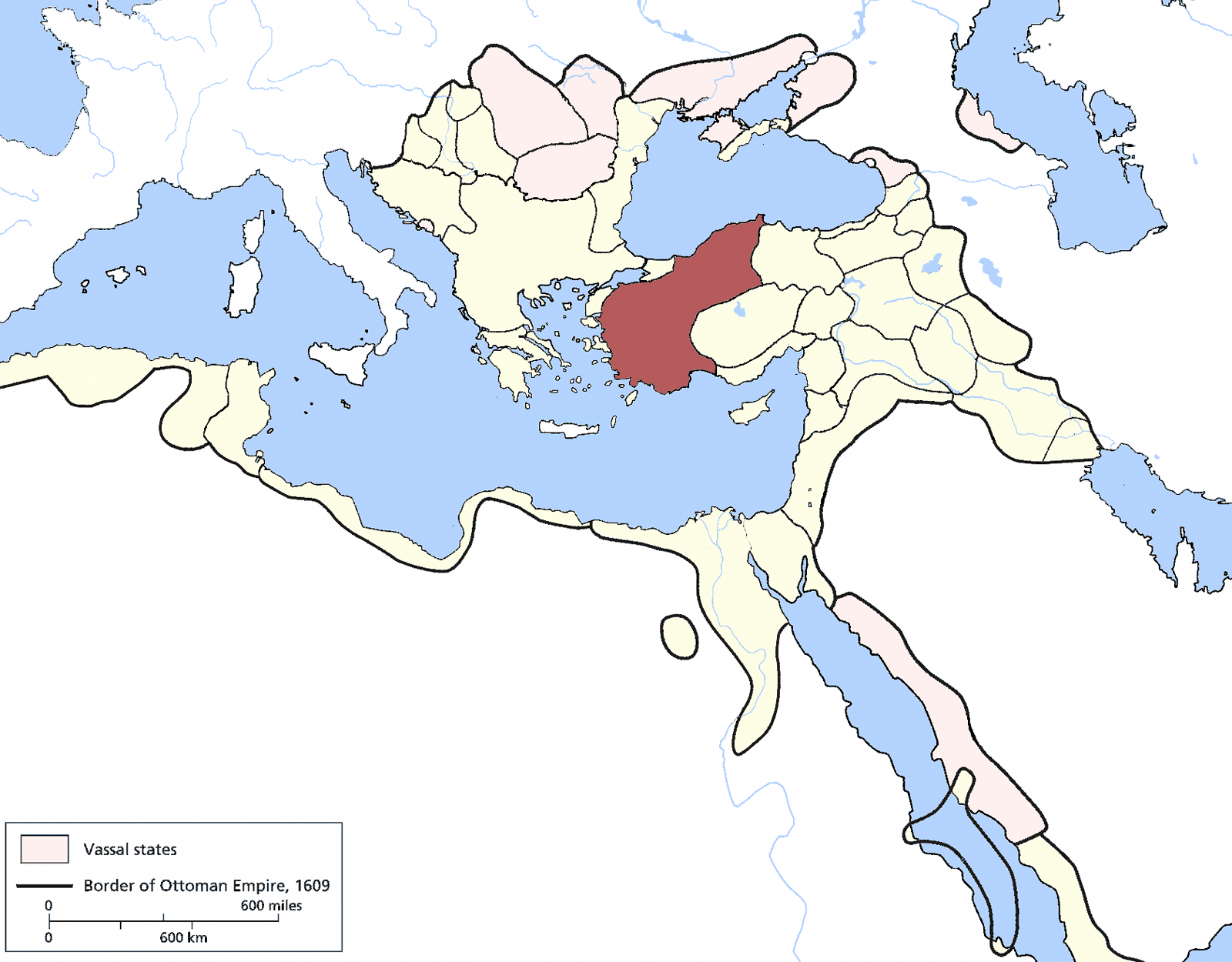
Das Eyâlet Anatolien Anfang des 17. Jahrhunderts.

Das Eyâlet Anatolien (osmanisch ایالت آناطولی Eyālet-i Anaṭolı) war neben dem Eyâlet Rumelien eine der Kernprovinzen des Osmanischen Reiches. Es wurde 1393 gegründet. Es erstreckte sich auf einer Fläche von 170.430 km² über das Gebiet des heutigen Westanatolien, die Hauptstadt war Kütahya.

## Geschichte
Die Provinz wurde 1393 gegründet, als Sultan Bayezid I. Kara Timurtasch zum Beylerbey und Vizekönig von Anatolien ernannte, während er in Europa gegen Mircea cel Bătrân kämpfte. Die Provinz wurde zu diesem Zeitpunkt als Beylik bzw. Vilâyet bezeichnet und erst ab 1591 als Eyâlet. Es war die zweite Provinz nach Rumelien. Die erste Hauptstadt der Provinz war Ankara, ab dem späten 15. Jahrhundert dann Kütahya.
Im Rahmen der Tanzimatreformen wurde das Eyâlet in der Mitte des 19. Jahrhunderts aufgelöst und in kleinere Provinzen aufgeteilt. Das genaue Datum der Auflösung ist nicht bekannt, Angaben von Wissenschaftlern schwanken zwischen 1832 und 1864.

## Verwaltungseinheiten
| 1530 bestand das Eyâlet aus 17 Sandschaks: 1. Sandschak Saruhan 2. Sandschak Kütahya 3. Sandschak Aydın 4. Sandschak Menteşe 5. Sandschak Teke 6. Sandschak Hamid-ili 7. Sandschak Karahisar-ı Sahib 8. Sandschak Sultan-Öni 9. Sandschak Hüdavendigar 10. Sandschak Kocaeli 11. Sandschak Bolu 12. Sandschak Kastamonu 13. Sandschak Kankırı 14. Sandschak Ankara 15. Sandschak Alaiyye 16. Sandschak Karesi 17. Sandschak Biga | Im Jahr 1609 gab es noch 15 Sandschaks: 1. SandschakKütahya (Liva-i Kütahya, Paşa Sanjakı) 2. Sandschak Saruhan (Liva-i Saruhan Hass-ı Mîr Liva) 3. Sandschak Aydin (Liva-i Aydın) 4. Sandschak Hüdavendigâr (Liva-i Hüdavendigâr) 5. Sandschak Kastamonu (Liva-i Kastamonu) 6. Sandschak Menteşe (Liva-i Menteşe) 7. Sandschak Bolu (Liva-i Bolu) 8. Sandschak Ankara (Liva-i Bankara) 9. Sandschak Karahisar-i Sahib (Liva-i Karahisar-ı Sahib) 10. Sandschak Teke (Liva-i Teke) 11. Sandschak Kangırı (Liva-i Kangırı) 12. Sandschak Hamid (Liva-i Hamid) 13. Sandschak Sultanönü (Liva-i Sultanönü) 14. Sandschak Karasi (Liva-i Karasi) | In den Jahren 1700 und 1740 gab es folgende Sandschaks: 1. Sandschak Kütahya (Paşa Sanjakı, Kütahya) 2. Sandschak Hüdavendigâr (Bursa) 3. Sandschak Bolu (Bolu) 4. Sandschak Kastamonu (Kastamonu) 5. Sandschak Karasi (Balıkesir) 6. Sandschak Sultanönü (Eskişehir) 7. Sandschak Saruhan (Manisa) 8. Sandschak Karahisar-i Sahib (Afyonkarahisar) 9. Sandschak Hamid (Isparta) 10. Sandschak Ankara (Ankara) 11. Sandschak Kânkırı (Çankırı) 12. Sandschak Aydin (Aydın) 13. Sandschak Teke (Antalya) 14. Sandschak Menteşe (Muğla) 15. Sandschak Beybazarı (Beypazarı) |